# 리카르도 마리아 카를레스 고르도

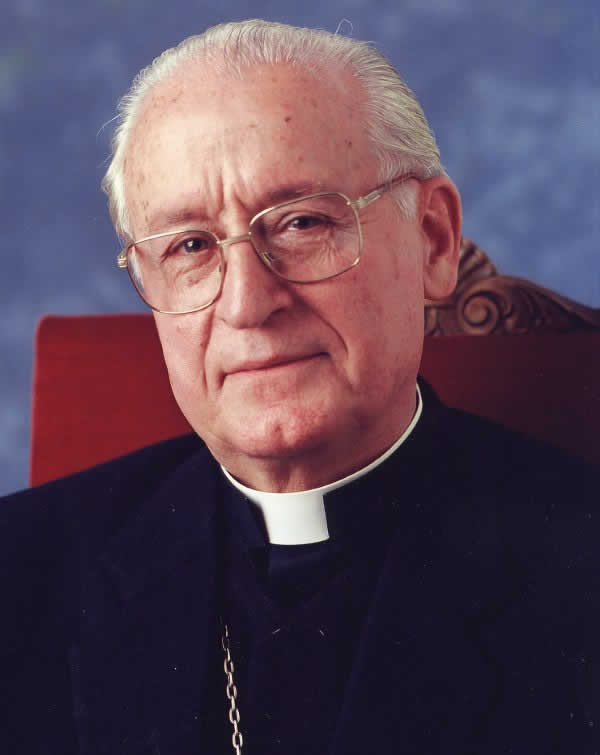

리카르도 마리아 카를레스 고르도(스페인어: Ricard Maria Carles i Gordó, 1926년 9월 24일 - 2013년 12월 17일)는 스페인의 로마 가톨릭교회 추기경이다. 바르셀로나 대교구장직을 역임하였다.
스페인 발렌시아 태생으로 1951년 6월 29일 사제품을 받았다.
발렌시아 테레사 학교와 산호세 예수회 대학교에서 교육을 마친 그는 발렌시아 신학교에 들어가 그리스도의 몸 대학의 학생이 되었으며, 최종적으로는 살라망카 교황청립 대학교에 들어갔다. 그곳에서 1951년~1953년에 교회법 박사학위를 취득하였다.
그는 사제로서의 평생을 주로 본당 사목 활동에 바쳤으며, 군종 사목, 청소년 사목, 그리고 노동 사목 등의 분야에서 주로 활동했다.
1969년 토르토사의 주교로 수품되었으며, 1990년에 바르셀로나 대주교로 승품되었다. 1994년 2월 28일 교황 요한 바오로 2세에 의해 산타 마리아 콘솔라트리체 알 티부르티노 성당의 사제급 추기경에 서임되었다. 79세였던 2004년에 바르셀로나 대교구장직에서 은퇴하였다. 2013년 11월 22일 뇌졸중으로 쓰러져 스페인 토르토사에 있는 한 병원에서 투병생활을 하던 중에 12월 17일 향년 88세에 선종했다. 교황 프란치스코는 고르도 추기경 선종 소식에 애도 전보를 보내 고인의 넉넉한 인품과 열정적 사목 의지를 추모하며 “고인은 교구 사제와 수도자, 신학생을 특별히 아꼈다”고 말했다.